# Magistral (álbum)
Magistral (estilizado en mayúsculas), es el quinto álbum de estudio de la banda argentina Miranda!, lanzado el 9 de septiembre del 2011 por la discografía Pelo Music, en el que festejan los 10 años de la agrupación, iniciando su promoción con el sencillo «Ya Lo Sabía»,  Aunque el primer tema del disco en ser sencillo fue «Ritmo y Decepción», estrenado el 29 de octubre de 2010 en sus redes sociales.
El álbum refleja la imagen que ha caracterizado al grupo durante sus 10 años de recorrido. Para el nombre del álbum fue tomado de una marca de detergente lavavajillas muy conocida que aún existe en su país natal, y que refleja lo que quieren proyectar.

## Datos y diseño
El disco está hecho como conmemoración de los 10 años de la formación de la banda. El arte de portada corrió a cargo de Alejandro Ros, la misma luce a todos los integrantes de la banda vestidos con prendas blancas, guantes de látex de cocina amarillos tras un fondo celeste claro. Los integrantes hacen diferentes gestos: Ale tapándose los oídos, Juli de sorpresa, «Lolo» de silencio y «Monoto» de asco. En la contraportada sale una mano estrujando una esponja bajo el agua de un lavabo. La portada y la contraportada hacen referencia al detergente lavavajillas Magistral debido a la similitud entre el título y el producto.
Para la presentación de este disco, se sumó Ludovica Morell en la batería electrónica.

## Recepción
Mariano Ciruelas en AllMusic lo catalogó como cortes vertiginosos de dance-pop y como una especie de regreso a sus raíces por parte de una banda que alguna vez fue verdaderamente original, cuyo inesperado éxito internacional los ha llevado inequívocamente en la dirección del pop latino genérico, pero según Ciruelas en lugar de un regreso a lo básico, Magistral es más un híbrido entre lo antiguo y lo nuevo. Al final de la reseña, Ciruelas comento que:

«En resumen, Magistral es un buen disco de Miranda. No es tan inspirado o creativo como sus dos primeros trabajos, pero es menos desigual y menos insípido que El Disco de Tu Corazón o Es Imposible, pero es un esfuerzo que finalmente no agregará ni quitará mucho de su discografía.»

## Lista de canciones
| N.º   | Título                             | Escritor(es)                                    | Duración |  |
| 1.    | «Dice lo que siente»               | Alejandro Sergi, Cachorro López, Juliana Gattas | 3:23     |  |
| 2.    | «Ya lo sabía»                      | Alejandro Sergi, Juliana Gattas                 | 3:00     |  |
| 3.    | «A la distancia»                   | Alejandro Sergi                                 | 3:33     |  |
| 4.    | «Ritmo y decepción»                | Alejandro Sergi                                 | 3:23     |  |
| 5.    | «10 años después»                  | Alejandro Sergi                                 | 3:07     |  |
| 6.    | «No pero no»                       | Alejandro Sergi                                 | 3:23     |  |
| 7.    | «Cada vez que decimos adiós»       | Alejandro Sergi                                 | 3:21     |  |
| 8.    | «Una noche como hoy»               | Alejandro Sergi                                 | 3:34     |  |
| 9.    | «Tucán» (con Emmanuel Horvilleur)  | Alejandro Sergi, Emmanuel Horvilleur            | 3:12     |  |
| 10.   | «Puro talento»                     | Alejandro Sergi, Juliana Gattas                 | 3:26     |  |
| 11.   | «Ritmo y decepción (remix)»        | Alejandro Sergi                                 | 4:04     |  |
| 12.   | «Dice lo que siente (remix)»       | Alejandro Sergi, Cachorro López, Juliana Gattas | 3:31     |  |
| 13.   | «Ritmo y decepción (instrumental)» |                                                 |          |  |
| 43:36 |                                    |                                                 |          |  |

## Premios y nominaciones
| Año  | Organización          | Premio                | Resultado | Ref.  |
| ---- | --------------------- | --------------------- | --------- | ----- |
| 2012 | Premios Carlos Gardel | Mejor Álbum Grupo Pop | Ganadores | [ 3 ] |

## Posicionamiento en listas

### Listas semanales
| Lista (2019)        | Mejor posición |
| ------------------- | -------------- |
| España (PROMUSICAE) | 90             |
| México (AMPROFON)   | 92             |

## Miembros
- Lolo: Guitarra eléctrica.
- Ale: Voz, sintetizadores, programación, guitarras, composiciones.
- Juli: Voz, composiciones.
- Monoto Grimaldi: Bajo.

## Músicos adicionales
- Emmanuel Horvilleur: Voz, Sinth y Guitarra en "Tucán".
- Cachorro López: Bajo y Sinth en "Dice Lo Que Siente".
- Sebastián Schon: Guitarra, Sinth y Programación en "Dice Lo Que Siente" y órgano en "A La Distancia".
- Gabriel Lucena: Guitarra acústica en "10 Años Después" y teclados en "Puro Talento".
- Ludo Morell: Pandereta en "Cada Vez Que Decimos Adiós" y percusión en "Puro Talento".
- Alex Batista: Voz en "Dice Lo Que Siente".